# فرودگاه آبی کنورا
فرودگاه آبی کنورا (به انگلیسی: Kenora Water Aerodrome) یک فرودگاه همگانی است که یک باند فرود آب دارد. این فرودگاه در شهر کنورا، انتاریو کشور ایالات متحده آمریکا قرار دارد و در ارتفاع ۳۲۳ متری از سطح دریا واقع شده است.